# Felipe Arriaga
José Luis Aguilar Oceguera (Cotija de la Paz, 27 de septiembre de 1937 – Ciudad de México, 3 de noviembre de 1988) más conocido como Felipe Arriaga fue un cantante y actor mexicano. Felipe fue el undécimo hijo del matrimonio de Gerardo y Mercedes Oceguera. Su esposa fue Modesta Uribe Ramos y sus hijos Gerardo y Tonantzin.

## Biografía
José Luis Aguilar Oceguera, conocido como Felipe Arriaga, cursó hasta el segundo año de primaria en la escuela primaria estatal Melchor Ocampo en Cotija, Michoacán Felipe abandonó sus estudios debido a la mala situación económica que afligía a la familia Aguilar y se dedicó a aprendiz de zapatero. En 1953, la familia Aguilar emigró a la Ciudad de México donde Don Gerardo formó un mariachi que lleva como nombre el Mariachi Aguilar y en donde Felipe a a los 16 años fue uno de sus integrantes. En 1967, que para este entonces Felipe ya era el encargado del Mariachi Aguilar, invita a un joven jalisciense a que forme parte de su mariachi como primera voz. Este joven se convertiría años después en el máximo exponente de la canción ranchera en la actualidad conocido como Vicente Fernández. Cuando Felipe se encontraba en pleno apogeo de su carrera con varios discos de larga duración y éxitos como "Pelea de perros", "Fina estampa", "Corazón corazoncito", y más de 20 películas en varias llevando el papel estelar, Arriaga fue asesinado misteriosamente en la Ciudad de México, en 1988, afuera de su casa. Las actuaciones más destacadas de este cotijense son las obras de largometraje Un cura de locura y Entre monjas anda el diablo. Como cantante sus éxitos más destacados son "Pelea de perros", "Bajo el cielo de Morelia", "Corazón apasionado", "Juan Colorado", "Corazón corazoncito", "Me caí de la nube" y "El adiós del soldado" (a dueto con su gran amigo Vicente Fernández).

## Muerte
El 3 de noviembre de 1988, cerca de las 19:15 horas, afuera de su residencia que compartía con su esposa e hijos, ubicada en Playa Miramar 361, en la colonia Militar Marte, en la Ciudad de México. “El Príncipe Purépecha”, como también le apodaban, iba llegando a su casa después de comer con Ramiro Escobar, donde se encontraban su esposa y sus hijos Norma, Gerardo y Tonantzin y estuvieron platicando, cuando Escobar lo invita a contemplar su nuevo auto, un Ford Cougar recién comprado, Felipe invita a su hijo a ver el auto de Ramiro mientras tanto los agresores estuvieron escondidos en tras dos árboles amplios que se encontraban afuera de su casa, Felipe, su hijo y Ramiro salieron a ver el coche último modelo, Ramiro lo muestra, cuando salen los agresores corriendo y al darse cuenta su hijo, que salían los agresores de los árboles, su hijo alerta a su papá y a Ramiro para correr hacia el portón de casa, Felipe voltea cuando despiadadamente le disparan, una camioneta esperaba a  los criminales en la siguiente calle, Playa Regatas, a donde corren y se suben los agresores, mientras el chófer los esperaba para darse a la fuga; el cantante recibió cinco balazos en diferentes partes del cuerpo.
Se dieron a la fuga, mientras su esposa y sus hijos llamaron a la Cruz Roja de inmediato, Felipe murió a los pocos minutos por las lesiones recibidas, desangrándose en la vía pública y en los brazos de su hija mayor, Norma. Aunque rápidamente llegaron varias patrullas de la policía preventiva del sector 4 de Iztacalco, no lograron dar con los responsables.
Empezaron las especulaciones de su muerte, se insinuó que su asesinato pudo estar relacionado con un ajuste de narcotráfico (dado que su muerte ocurrió de forma similar a la del cantante Víctor Yturbe "El Pirulí", el 29 de noviembre de 1987, en Atizapán de Zaragoza, Estado de México), pero en el caso de Felipe Arriaga quedó descartado por la PGR.
Tiempo después "alguien" cerró el caso, no se continuó con las investigaciones pertinentes y tampoco se supo el nombre de la persona ni el motivo por el que mandó cerrarlo. 
A su funeral no asistió Vicente Fernández, debido a que se encontraba de gira por EE. UU., se presentó días después a visitar a la familia de Felipe con quien siempre tuvieron relación cercana desde jóvenes convivieron como familia, este asesinato junto con la muerte de Federico Méndez (ocurrida unos días después).

## Filmografía
- El vergonzoso (1988)
- El Garañón (1988)
- Cargamento mortal... aka Carga ladeada (1988)
- Ser charro es ser Mexicano (1987)
- Más buenas que el pan (1987)
- Limpias, Las (1987)
- Cafre, El (1986)
- El diablo, el santo y el tonto (1985)
- Ahora mis pistolas hablan...aka Revancha, La (1986)
- Matones del Norte, Los (1985)
- Todo un hombre (1983)
- Las ovejas descarriadas (1981)
- Preso n.º 9, El (1981)
- Sin fortuna (1980)
- Como perros rabiosos (1980)
- Palenque sangriento (1980)
- Amor a la mexicana (1979)
- Cura de locura, Un (1979)
- Coyote y la bronca, El (1978) ... El cotija
- La ley del monte  (1975) ... Benito
- Padrino... es mi compadre, El (1975)
- Hijo del pueblo, El (1974)
- Entre monjas anda el diablo (1973)

## Discografía
- "El adiós del soldado" (con Vicente Fernández)
- "Fina estampa", éxito
- "Llamarada", éxito
- "Hombres que hicieron historia... Y se volvieron corridos"
- "Nuestra tradición" (Norte/2007)
- "Mexicanísimo" (Sony International/2006)
- "Pelea de perros" (Sony International/2003)
- Tesoros musicales (Sony International/2003)
- "Corazón corazoncito" (Sony Special Products/2002)
- Colección de Oro (Sony Discos/2002)
- Tu memoria 12 con banda: de colección (Universal Latino/1997)